# Voisines, Yonne
Voisines är en kommun i departementet Yonne i regionen Bourgogne-Franche-Comté i norra Frankrike. Kommunen ligger i kantonen Villeneuve-l'Archevêque som tillhör arrondissementet Sens. År 2022 hade Voisines 528 invånare.

## Befolkningsutveckling
Antalet invånare i kommunen Voisines
| Referens: INSEE |